# Li Qing
Pour les articles homonymes, voir Li.
Li Qing (chinois : 李青 ; pinyin : Lǐ Qīng), née le 1er décembre 1972, est une ancienne plongeuse chinoise, médaillée olympique en 1988.

## Carrière
À quinze ans, en 1988, elle est médaillée d'argent en tremplin à 3 m lors des Jeux olympiques derrière sa compatriote Gao Min devant l'Américaine Kelly McCormick,.